# (400362) 2007 VK219
(400362) 2007 VK219 es un asteroide perteneciente al cinturón de asteroides descubierto el 9 de noviembre de 2007 por el equipo del Spacewatch desde el Observatorio Nacional de Kitt Peak, Arizona, Estados Unidos.

## Designación y nombre
Designado provisionalmente como 2007 VK219.

## Características orbitales
2007 VK219 está situado a una distancia media del Sol de 2,428 ua, pudiendo alejarse hasta 2,876 ua y acercarse hasta 1,981 ua. Su excentricidad es 0,184 y la inclinación orbital 1,791 grados. Emplea 1382,72 días en completar una órbita alrededor del Sol.

## Características físicas
La magnitud absoluta de 2007 VK219 es 17,6. 